# Мовила (Салчоара)
Мовила (рум. Movila) насеље је у Румунији у округу Дамбовица у општини Салчоара. Oпштина се налази на надморској висини од 193 m.

## Становништво
Према подацима из 2002. године у насељу је живело 271 становника, од којих су сви румунске националности.